# Khanith
Khanith, també escrit khaneeth o xanith (de l'àrab خنيث, ẖanīṯ), és un terme àrab dialectal que s'utilitza a Oman i algunes parts de la Península aràbiga i denota el paper de gènere atribuït als homes que funcionen sexualment i, d'alguna manera, socialment com a dones.
La paraula està estretament relacionada amb la paraula àrab mukhannath (en àrab مخنث, «efeminat»), un terme àrab clàssic que fa referència a individus amb naturalesa efeminada o «no clarament masculins», i a persones «nascudes com a home» però que se senten, es comporten i (en molts casos) es vesteixen de dona.
John Money resumeix el material presentat per Unni Wikan en un article titulat L'home es converteix en dona: la transsexualitat a Oman com a clau per als rols de gènere. Segons aquest article, el mukhànnath és el «passiu» d'una relació homosexual masculina. A causa d'això, els khanith es consideren homes segons els estàndards d'Oman i sovint es consideren que tenen un «paper de gènere alternatiu» (i de vegades considerats com a transgènere o travestis), tot i que encara es refereixen als khanith per noms masculins i són tractats com a homes per la llei. A causa d'aquesta confusió en la terminologia, moltes persones es refereixen als khanith com només khanith.
Els khanith es consideren una categoria específica del tercer gènere a la Península aràbiga. I, tot i que es comporten com a dones i tenen relacions sexuals amb altres homes, en qualsevol moment poden arribar a ser «un home» i renunciar al seu estil de vida per casar-se i tenir fills.